# Muv-Luv Alternative Total Eclipse
Muv-Luv Alternative Total Eclipse（日语：マブラヴ オルタネイティヴ トータル・イクリプス）是日本遊戲公司âge的電玩作品Muv-Luv Alternative的衍生作品（外传），原作為揭載於Enterbrain社《TECH GIAN》上的小說，作者為吉宗鋼紀，自2007年12月25日起開始連載，之後小說內容被改編成漫畫、動畫、PS3遊戲、Xbox 360遊戲、PC遊戲。動畫版自2012年7月1日起開播。

## 劇情
本作劇情圍繞著與阿拉斯加多國部隊的先進戰術機技術開發計畫的相關人士進行發展。
战术机全称「戦術歩行戦闘機（Tactical Surface Fighter）」。

## 登場人物
勇哉·布里吉斯（聲：小野大輔）
美利堅合眾國陸軍少尉、衛士。平日具有社交性但私底下也有陰暗的一面。美日混血的他對日本持有反感。受命參加聯合國在阿拉斯加進行的先進戰術機技術開發計畫（日珥計畫），而成為執行該計畫的阿爾哥斯小隊的一員。代號阿爾哥斯1。
据PS3移植版后续剧情所述，实为篁唯依同父异母之兄，篁家的当家。
篁唯依（聲：中原麻衣）
日本帝國斯衛軍中尉、衛士。是位凜冽而有氣質的黑髮美少女，有著待人嚴待己更嚴的努力家性格。以日方技術主任身分參加日珥計畫，也是勇哉的上司。受自身立場的限制常常壓抑私情，因而不擅長控制戀愛的情感。過去在日本帝國斯衛軍擔任白之牙（White Fang）中隊之中隊長，代號White Fang 1。
据PS3移植版后续剧情所述，实为勇哉·布里吉斯同父异母之妹。
克丽斯嘉·巴切诺娃（聲：生天目仁美）
蘇維埃聯邦軍少尉、衛士。和勇哉同樣是參與開發計畫的多國部隊成員。對週遭常展現具攻擊性的一面，只在面對伊妮亞時展現溫柔的態度。屬於伊達爾小隊，代號伊達爾1。
伊妮亞·谢斯切娜（聲：能登麻美子）
蘇維埃聯邦軍少尉、衛士。身為多國實驗部隊的一員，年幼的外表下蘊藏了優異的戰術機操縱能力。
塔莉莎·瑪南戴爾（聲：野川櫻）
尼泊爾陆軍少尉、衛士。個性活潑開朗的少女。出身自勇猛的山岳民族廓爾喀族，擅長操作戰術機進行高機動近身肉搏戰。代號阿爾哥斯2。
文森特·洛維爾（聲：杉田智和）
美利堅合眾國陸軍中士。波多黎各出身的整備兵。雖然外表輕浮但對任務相當忠實，也是勇哉的友人。
瓦萊里奧·賈寇薩（聲：浜田賢二）
義大利共和國陸軍少尉、衛士。代號阿爾哥斯3。阿爾哥斯小隊的測試飛行員。以其拉丁人種特有的性格做為小隊上的潤滑劑。而作為戰術機駕駛，他冷靜的判斷力和確實的操作能力有著凌駕許多老練衛士的高水準。
史黛拉·布瑞梅爾（聲：大原沙耶香）
瑞典王國陸軍少尉、衛士。代號阿爾哥斯4。持有確實判斷力和優異狙擊能力的狙擊手。雖然看似冷漠的女性，但在作戰以外的時刻可見她溫暖的一面。
易卜拉欣·杜爾（聲：小山力也）
土耳其人，陆军中尉，勇哉到任前的小隊指揮官，深受部下擁戴。因為過去在歐洲戰線的經驗，經常先考慮部下衛士的安全作出行動。
菲卡吉雅·拉托洛娃（聲：本田贵子）
蘇聯遠東軍區中校、衛士。蘇維埃聯邦陸軍第18師團、第211戰術機甲大隊"嘉爾大隊"的指揮官（嘉爾在俄語中為熱情、激情之意）。雖是道地的俄國人，但在嘉爾大隊這個外籍兵團裡被部下的衛士們當做母親般仰慕著。雖然表面上對勇哉不假辭色甚至語帶污衊，但實際上是把他當成和自己的部下一樣重視的。俄罗斯人，另外劇中菲卡吉雅中校與蘇聯上層對話中有提到格鲁吉亚人的丈夫已战死，其子参军后消息不明。搭乘專用的Su-37M2終結者。代號嘉爾1。
娜塔莎·伊凡諾娃（聲：佐佐木未来）
擔任拉托洛瓦中校副官的優秀衛士。十餘歲便持有上尉軍階，使她在精神層面上的稚氣偶而會流露出來。搭乘Su-27SM鶴式。代號嘉爾2。
崔亦菲（聲：石原夏织）
統一中華戰線軍中尉、衛士。暴風（バオフェン）小隊指揮官。留著雙馬尾的美少女，所屬國籍中華民國。對遠征俄羅斯並留下驚人戰績的阿爾哥斯和伊達爾兩小隊的成員有著強烈的競爭意識。接近戰的實力一流，搭乘殲擊10型的接近戰強化實驗機，戰鬥中揮刀的姿態在勇哉眼中就如同唯依的武御雷般耀眼。對勇哉有好感，本人曾和混血的勇哉提及「我也是有兩個祖國的人呢」。代號暴風（バオフェン）1。
里昂·久世（聲：羽多野涉）
為參加藍旗演習而被派遣到阿拉斯加的美國陸軍第65戰鬥教導團「無限」部隊的衛士，軍階少尉。曾和勇哉為同僚，兩人之間決定性的不同是里昂持有「身為日本人的自豪」，因而雙方時有摩擦。
同僚時期里昂在分數上不如勇哉，但考慮團隊合作等綜合評價則是里昂為優。搭乘接近黑色的深藍色反雷達塗料之F-22A先行量産型 (EMD Phase2)。
莎朗·埃姆（聲：田中理惠）
美國陸軍少尉。和里昂一樣為勇哉的前同僚，本來和勇哉是男女朋友，目前則和里昂交往。
為人開朗好相處並有強大洞察力，也有固執的一面。作為「無限」部隊的一員而有「山猫」之綽號的優秀衛士。

## 電視動畫
電視動畫自2012年7月1日起，在東京電視台相關的電視臺上開播。
動畫版第一話和第二話的內容是向未接觸過相過相關作品的人說明其世界觀的，第三話開始才是本番。

### 制作人员
- 原作・製作总指揮：吉宗鋼紀
- 監督：稻垣隆行（第1話、第2話）→安藤正臣
- 副監督：安藤正臣（第1話、第2話）
- 系列构成：稻垣隆行
- 机械设计：吉宗綱紀、Niθ、フヂロウ、柳瀨敬之、星野秀輝
- 动画角色设计：原由美子
- 总作画監督：水上ろんど、篠原健二
- BETA/效果監督：和田大
- 机械设计动画：川原智弘、大河広行
- 道具设计：森岡賢一
- 美術設定：松本浩樹
- 美術監督：市倉敬
- 色彩設計：篠原愛子
- CGI总监：森野浩典
- 摄影監督：江間常高
- 2D检查：加藤千惠、影山慈郎
- 編集：定松剛
- 音響監督：明田川仁
- 音樂：長岡成貢
- 音樂制作人：池畑伸人
- 音樂制作：avex entertainment
- 制片人：田中宏幸、川田雅裕、土方真、大城博章、井手響太
- 动画制片人：山本俊一
- 动画制作：ixtl×SATELIGHT
- 製作：オルタネイティヴ第一計画（avex entertainment、ixtl、東京電視台、AT-X、株式會社文化放送）

### 主題歌
片头曲
「Go to the top」（第2話 - 第19話）
作詞・歌 - 倖田來未 / 作曲・編曲 - CLARABELL
第1話被用做片尾曲。
「Doubt the World」（第20話 - 第24話）
作詞 - 畑亞貴 / 作曲・編曲 - 山下洋介 / 歌 - 栗林美奈實
片尾曲
「signs 〜朔月一夜〜」（第2话 - 第19話）
作詞・作曲 - 加藤祐介 / 編曲 - 長岡成貢 / 歌 - 栗林美奈實
「スノウメヰデン」（第17話、24话插入曲）
作詞 - 畑亜貴 / 作曲・編曲 - 長岡成貢 / 歌 - 美乡秋
「Revise the World」（第20話 - 第23話）
作詞 - 畑亞貴 / 作曲 - 加藤祐介 / 編曲 - 長岡成貢 / 歌 - ayami
插入歌
「NO PLACE LIKE A STAGE」（第3話 第16話）
作詞 - 谷山紀章 / 作曲・編曲 - 飯塚昌明 / 歌 - GRANRODEO
「True 4 Eyes」（第4話）
作詞・歌 - 栗林美奈實 / 作曲 - アンプロヴィデンス計画 / 編曲 - 大谷靖夫
「Apocalypse of Destiny」（第5、23話）
作詞 - 池畑伸人 / 作曲 - プロミネンス計画 / 編曲 - 山下洋介 / 歌 - ayami
游戏
片头曲
「INSANITY」
作詞 - 奥井雅美 / 作曲 - Monta / 編曲 - 鈴木Daichi秀行 / 歌 -奥井雅美
「Do not SURRENDER」
作詞 - 畑亜貴 /作曲・編曲 - 滝勇 / 歌 -YUUKI
片尾曲
「TOTAL ECLIPSE」
作詞 - 奥井雅美 /作曲・編曲 - Monta / 歌 -奥井雅美
「星彩～asterism～」
作詞・作曲 - 加藤祐介/ 編曲 - 長岡成貢/ 歌 - 美乡秋
插入歌
「Deep side distance」
作詞 - 畑亜貴 / 作曲 -プロミネンス計画 / 編曲 - 加藤祐介 / 歌 -ayami

### 各話标题
| 話数       | 标题 | 中文翻譯標題     | 劇本     | 分镜              | 演出                | 作画監督                                                    | 机器人作画監督             |
| ---------- | ---- | ---------------- | -------- | ----------------- | ------------------- | ----------------------------------------------------------- | -------------------------- |
| 第一話     |      | 帝都燃燒（前篇） | 山口宏   | 三沢伸            | 阿部雅司            | 山内則康、古川博之                                          | 不適用                     |
| 第二話     |      | 帝都燃燒（後篇） | 山口宏   | 三沢伸            | 吉川浩司            | 野田康行、山崎輝彦 古川博之、山口飛鳥 KIM YONG-SIK          | 村松尚雄 川原智弘 大河広行 |
| 第三話     |      | 鏗鏘的育空       | 稻垣隆行 | 福田道生          | ヤマトナオミチ      | 山田裕子                                                    | 村松尚雄 川原智弘 大河広行 |
| 第四話     |      | 群聚朦朧月夜     | 山口宏   | 稻垣隆行          | 田口智久            | 志賀道憲、飯飼一幸                                          | 川原智弘 大河広行          |
| 第五話     |      | 正確的資質       | 青島崇   | 平田智浩          | 徐恵眞              | 崎本さゆり、岡辰也 田中志穂、金丸綾子 小市由佳              | 川原智弘 大河広行          |
| 第六話     |      | 群青             | 柿原優子 | 福田道生          | 飯村正之            | 清水勝祐、そらもとかん 中島美子                             | 川原智弘                   |
| 第七話     |      | 漂泊的方向       | 柿原優子 | 小寺勝之          | 阿部雅司            | 古川博之、山田裕子 山内則康                                 | 不適用                     |
| 第八話     |      | 遠東戰線         | 山口宏   | 三沢伸            | 野木森達哉 橋口洋介 | KIM YONG-SIK                                                | 川原智弘 大河広行          |
| 第九話     |      | 落涙             | 青島崇   | 小寺勝之 福田道生 | 徐恵眞              | 崎本さゆり、村司晃英 岡辰也                                 | 川原智弘 大河広行          |
| 第十話     |      | 預兆             | 吉村清子 | 小寺勝之          | 筑紫大介            | 村田峻治                                                    | 大河広行                   |
| 第十一話   |      | BETA進攻         | 千葉克彦 | あべたつや        | 井端義秀            | 志賀道憲、飯飼一幸 岩田芳美                                 | 川原智弘 大河広行          |
| 第十二話   |      | 死鬥的結果       | 山口宏   | 三沢伸            | 吉川浩司            | 畑智司、竹森由加 深沢謙二                                   | 川原智弘 大河広行          |
| 第十三話   |      | 選擇的代價       | 山口宏   | 島津裕行 安藤正臣 | 黒瀬大輔            | 吉田尚人、安本学 舘崎大                                     | 川原智弘 大河広行          |
| 第十四話   |      | 衛士的榮耀       | 山口宏   | 島津裕行 安田賢司 | 清水明              | 鯉川慎平、吉岡敏幸 一居一平                                 | 川原智弘 大河広行          |
| 第十五話   |      | 緊追不捨的十字架 | 青島崇   | 安田賢司          | 笹原嘉文            | 飯飼一幸、八木元喜 寒川歩、志賀道憲                         | 大河広行                   |
| 第十六話   |      | 蒼白的火焰       | 千葉克彦 | 安田賢司 水本葉月 | 筑紫大介            | 畑智司、内田孝                                              | 不適用                     |
| 第十七話   |      | 灰暗的記憶       | 柿原優子 | 安藤正臣          | 泉明宏              | 羽野廣範、品口晶 容洪                                       | 不適用                     |
| 第十八話   |      | 歪曲的破空之聲   | 吉村清子 | 安藤正臣 水本葉月 | 水本葉月            | HWANG MUEONG HAN SEUNCHUI HEO GIDONG                        | 不適用                     |
| 第十九話   |      | 深綠             | 青島崇   | 福田道生          | 前園文夫            | 栗原基彥、小澤圓 前澤弘美、森悦史 水上ろんど、內田孝        | 不適用                     |
| 第二十話   |      | 露出獠牙的世界   | 山口宏   | 沼田誠也          | 沼田誠也            | 畑智司、竹森由加 前澤弘美、小澤圓 今西亨、水上ろんど 内田孝 | 川原智弘 大河廣行          |
| 第二十一話 |      | 崩裂的未來       | 千葉克彦 | 和田高明 吉川浩司 | 井端義秀 志賀道憲   | 飯飼一幸、寒川步 八木元喜、荒木祐 志賀道憲                  | 川原智弘                   |
| 第二十二話 |      | 無垢的報復       | 青島崇   | 吉川浩司          | 清水明              | 吉岡敏幸、鯉川慎平 一居德男、羽野廣範                       | 川原智弘 大河廣行          |
| 第二十三話 |      | 死者們的凱歌     | 吉村清子 | 大河廣行 島津裕行 | 中山敦史            | 飯泉俊臣、吉田尚人 田中一真、本田創一 安本學、古川博之      | 川原智弘 大河廣行          |
| 第二十四話 |      | 白色的黑暗       | 吉村清子 | 川原智弘 安藤正臣 | 安藤正臣            | 内田孝、篠原健二 水上ろんど、畑智司                         | 川原智弘 大河廣行          |

### 播放电视台
日本深夜動畫：下文記載的日本国内播放時間使用日本標準時間（UTC+9）表示。因為部分時間标识會採用30小时制，因此請留意这类超过24:00的时间，其實際播放時間為翌日清晨。
| 放送地域       | 放送局         | 放送期間                | 放送日時           | 放送系列   | 備考                                 |
| -------------- | -------------- | ----------------------- | ------------------ | ---------- | ------------------------------------ |
| 関東广域圏     | 東京電視台     | 2012年7月1日 - 12月23日 | 日曜 25:35 - 26:05 | 東京電視網 | 製作委員会参加 毎週木曜26:15 - 26:45 |
| 大阪府         | 大阪電視台     | 2012年7月2日 - 12月24日 | 月曜 25:15 - 25:45 | 東京電視網 |                                      |
| 福岡县         | TVQ九州放送    | 2012年7月2日 - 12月24日 | 月曜 26:30 - 27:00 | 東京電視網 |                                      |
| 北海道         | TV北海道       | 2012年7月3日 - 12月25日 | 火曜 26:30 - 27:00 | 東京電視網 |                                      |
| 日本全域       | AT-X           | 2012年7月5日 - 12月27日 | 木曜 11:00 - 11:30 | CS放送     | 製作委員会参加 有重播                |
| 岡山县・香川县 | 濑户内电视台   | 2012年7月6日 -          | 金曜 25:53 - 26:23 | 東京電視網 |                                      |
| 愛知县         | 愛知電視台     | 2012年7月6日 -          | 金曜 26:30 - 27:00 | 東京電視網 |                                      |
| 日本全域       | NICONICO生放送 | 2012年7月7日 -          | 土曜 24:00 - 24:30 | 网上直播   |                                      |

## 外部連結
- âge官方網站（页面存档备份，存于）âge（日語）
- PS3/Xbox 360版官方網站（页面存档备份，存于）MAGES.（日語）
- PC版官方網站 （页面存档备份，存于）âge（日語）
- 動畫官方網站（页面存档备份，存于）（日語）
- 東京電視動畫官方網站（页面存档备份，存于）（日語）
- トータル・イクリプス的X（前Twitter）（日語）